# 雷塞托爾
雷塞托爾是哥倫比亞的城鎮，位於該國東部，由卡薩納雷省負責管轄，始建於1740年，面積179平方公里，海拔高度971米，2005年人口1,544，人口密度每平方公里8.63人。
5°14′N 72°46′W / 5.233°N 72.767°W